# Thryallis ocellatus
Thryallis ocellatus är en skalbaggsart som beskrevs av Chemsak och Mccarty 1997. Thryallis ocellatus ingår i släktet Thryallis och familjen långhorningar.
Artens utbredningsområde är Costa Rica. Inga underarter finns listade i Catalogue of Life.